# Krmine
Krmine (cyr. Крмине) – wieś w Bośni i Hercegowinie, w Republice Serbskiej, w mieście Banja Luka. W 2013 roku liczyła 546 mieszkańców.